# Danske mesterskaber i atletik 2011
Danske mesterskaber i atletik 2011 var det 118. år med danske mesterskab i atletik. 
Udenlandske statsborgere kan deltage i DM, efter de har boet fast i Danmark i seks måneder. Udenlandske statsborgere er mærkeret med flag for det land de er statsborgere i.

## Danske mesterskaber i atletik 2011
- 5-6. februar 2011 DM-inde i mangekamp Marselisborghallen Aarhus
- 19-20. februar 2011 DM-inde Sparbank Arena i Skive
- 26-27. februar 2011 DM lang og kort cross Holbæk
- 13. marts DM kapgang-inde Sparbank Arena i Skive
- 27. marts 2011 DM 10km Blovstrød
- 16. april 2011 DM 100km Albertslund
- 26. juni 2011 DM Stafet Skive Stadion
- 6-7. august 2011 DM Østerbro Stadion
- 20. august 2011 DM 10.000 meter Bagsværd Stadion
- 20-21. august 2011 DM mangekamp Aabenraa
- 4. september 2011 DM halvmaraton Aarhus
- 10-11. september DM kapgang på bane Ballerup Atletik Stadion
- 17. september 2011 DM kastemangekamp Hvidovre Stadion
- 18. september 2011 DM maraton Odense (H.C. Andersen Marathon)

## Mænd
| Disciplin                                 | Guld | Sølv                                                                                                 | Bronze                                                                                             |
| ----------------------------------------- | --- | --- | -------------------------------------------------------------------------------------------------- |
| 100 meter                                 | Andreas Trajkovski Københavns IF 10,64                                                                       | Jesper Simonsen Sparta Atletik 10,71                                                                 | Mike Kalisz Sparta Atletik 10,75                                                                   |
| 200 meter                                 | Nicklas Hyde Sparta Atletik 21,48                                                                            | Jesper Simonsen Sparta Atletik 21,66                                                                 | Mike Kalisz Sparta Atletik 21,68                                                                   |
| 400 meter                                 | Nicklas Hyde Sparta Atletik 46,85                                                                            | Jacob Fabricius Riis Sparta Atletik 47,67                                                            | Brian O. Jørgensen Københavns IF 50,08                                                             |
| 800 meter                                 | Andreas Bube Bagsværd AC 1,49,36                                                                             | Andreas Bueno Aarhus 1900 1,50,91                                                                    | Nick Jensen Sparta Atletik 1,52,57                                                                 |
| 1500 meter                                | Andreas Bueno Aarhus 1900 3,51,45                                                                            | Jakob Hoffmann Aarhus 1900 3,53,17                                                                   | Peter Glans Odense Atletik/OGF 4,03,33                                                             |
| 5000 meter                                | Jakob Hannibal Klausen Sparta Atletik 14,30,56                                                               | Michael Nielsen AGF 14,32,86                                                                         | Mikkel Kleis AGF 14,37,40                                                                          |
| 10.000 meter                              | Michael Nielsen AGF 30,06,24                                                                                 | Mikkel Kleis AGF 30,07,48                                                                            | Henrik Them Sparta Atletik 30,08,64                                                                |
| 110 meter hæk                             | Andreas Martinsen AK Holstebro 14,21                                                                         | Jon Yde Bentsen Aalborg AM 14,49                                                                     | Christian Lauge Laugesen Sparta Atletik 14,53                                                      |
| 400 meter hæk                             | Christian Lauge Laugesen Sparta Atletik 56,30                                                                | Marc Lorentzen Hvidovre AM 59.16                                                                     | Joachim Larsen Greve Atletik 59.42                                                                 |
| 3000 meter forhindring                    | Jakob Hoffmann Aarhus 1900 9,59,00                                                                           | Mikkel Hansen Københavns IF 10,34,00                                                                 | Poul Grenå Sparta Atletik 10,40,67                                                                 |
| Højdespring                               | Charles Kamau Aabenraa IG 2,00                                                                               | Casper Slots Esbjerg AM 1,97                                                                         | Andreas Jeppesen Skive AM 1,94                                                                     |
| Stangspring                               | Mikkel Nielsen Sparta Atletik 5,25                                                                           | Rasmus W. Jørgensen Sparta Atletik 5,25                                                              | Andreas Rønning Ballerup AK 4,75                                                                   |
| Længdespring                              | Morten Jensen Sparta Atletik 7,73                                                                            | Andreas K. Christensen Aarhus 1900 7,06                                                              | Frederik Thomsen Ballerup AK 6,95                                                                  |
| Trespring                                 | Anders Møller Sparta Atletik 16,88 DR                                                                        | Peder P. Nielsen Aarhus 1900 16,49                                                                   | Jacob Bo Hedeager Odense Atletik/OGF 14,16                                                         |
| Kuglestød                                 | Kim Juhl Christensen Sparta Atletik 19,78                                                                    | Nick Petersen Sparta Atletik 18,13                                                                   | Kenneth Mertz Sparta Atletik 16,62                                                                 |
| Hammerkast                                | Torben Wolf Esbjerg AM 61,73                                                                                 | Simon Corlin Sparta Atletik 60,85                                                                    | Brian Nielsen Esbjerg AM 57,27                                                                     |
| Diskoskast                                | Emil Mikkelsen Odense Atletik/OGF 51,65                                                                      | Torben Wolf Esbjerg AM 50,22                                                                         | Michael Johansen Københavns IF 49,78                                                               |
| Spydkast                                  | Lars Møller Laursen Aarhus 1900 67,99                                                                        | Michael Nielsen Amager AC 59,57                                                                      | Olav Røe Amager AC 58,70                                                                           |
| Vægtkast                                  | Torben Wolf Esbjerg AM 17,67                                                                                 | Brian Nielsen Esbjerg AM 16,68                                                                       | Jakob Strand Skive AM 16,57                                                                        |
| Kastefemkamp                              | | | |
| Tikamp                                    | Gert Skals Aarhus 1900 7036p (Serie:11,20-6,60-13,16-1,88-50,96/16,46-38,57-4,50-56,75-4,55,23)              | - | -                                                                                                  |
| 4 x 100 meter                             | Sparta Atletik (Mike Kalisz, Emil Strøm, Nicklas Hyde, Niklas Müller) 42,26                                  | Skive AM (Daniel Bo Pedersen, Rene Kaastrup, Festus Asante, Thomas Grønnemark) 43,58                 | -                                                                                                  |
| 1000 meter stafet (100-200-300-400 meter) | Sparta Atletik (Christian Lauge Laugesen, Mike Kalisz, Nicklas Hyde, Jacob Fabricius Riis) 1,56,21           | AK Holstebro (Malthe von Tangen Siverts, Mikkel Brich Dam, Martin Krabbe, Andreas Martinsen) 1,59,14 | Skive AM (Thomas Grønnemark, Rene Kaastrup, Daniel Bo Pedersen, Nicolaj Nørgård Jensen) 2,05,19    |
| 4 x 400 meter                             | Sparta Atletik (Christian Lauge Laugesen, Niklas Müller, Jacob Fabricius Riis, Nicklas Hyde) 3,19,97         | Skive AM (Martin B. Sørensen, Heine Kreiler, Nicolai V. Andersen, Jakob Stengaard) 3,51,14           | -                                                                                                  |
| 4 x 1500 meter                            | Sparta AM (Ole Hessebjerg, Silas Johansen, Jeppe Harboe, Jakob Hannibal Klausen) 16,15,38                    | Københavns IF (Henrik Vahr, Bo Abrahamsson, Andreas Tikkanen, Michael Schmidt) 16,38,70              | Skive AM (Gutav Thomsen, Jakob Stengaard, Kasper Skov, Thijs Nijhuis) 17,13,39                     |
| 5000 meter gang -bane                     | Andreas W. Nielsen Aarhus 1900 22,17,64                                                                      | Arturo Santillan GK Frem 2000 24,50,79                                                               | -                                                                                                  |
| 10000 meter gang -bane                    | | | |
| 10000 meter gang -bane Hold               | | | |
| 50km gang                                 | Andreas W. Nielsen GK Frem 2000 4,29,38                                                                      | | |
| 10km landevej                             | Morten Munkholm Aarhus 1900 29,59                                                                            | Jesper Faurschou Herning LK 30,03                                                                    | Andreas Bueno Aarhus 1900 30,05                                                                    |
| 10km landevej hold                        | Aarhus 1900 1:30,37                                                                                          | Sparta Atletik 1,31,42                                                                               | AGF 1,32,50                                                                                        |
| Kort cross                                | Morten Munkholm Aarhus 1900 12,19                                                                            | Jacob Hannibal Sparta Atletik 12,22                                                                  | Brian Lindberg AGF 12,23                                                                           |
| Kort cross hold                           | Aarhus 1900 Morten Munkholm, Johan Damkjær, Morten Fransen 37,31                                             | Sparta Atletik Jacob Hannibal, Steen Walter, Benjamin Wolthers 37,37                                 | AGF Brian Lindberg, Michael Nielsen, Rasmus Djurhuus 38,04                                         |
| Lang cross                                | Morten Munkholm Aarhus 1900 31,46                                                                            | Andreas Bueno Aarhus 1900 31,53                                                                      | Johan Damkjær Aarhus 1900 31,59                                                                    |
| Lang cross hold                           | Aarhus 1900 Morten Munkholm, Andreas Bueno, Johan Damkjær 1:35:38                                            | Sparta Atletik Jacob Hannibal, Steen Walter, Benjamin Wolthers 1,37,57                               | AGF Michael Nielsen, Claus Hallingdal Bloch, Rasmus Djurhuus 1,40,49                               |
| Halvmaraton                               | Henrik Them Sparta Atletik 1,06,06                                                                           | Mikkel Kleis AGF 1,07,02                                                                             | Michael Nielsen AGF 1,07,02                                                                        |
| Maraton                                   | | | |
| 100 km                                    | Ole Karlsen HLMK 7,38,31                                                                                     | Martin George Suhr Madsen Dansk Ultraløber Klub 8,17,57                                              | Lars Nørregaard Hellas Roskilde 8,20,30                                                            |
| 24 timer                                  | Frederik Lassen SG Atletik 224,159 km                                                                        | Vagn Kirkelund TIF 205,368 km                                                                        | Bjarne R. Jensen Saan 203,304 km                                                                   |
| Danmarksturneringen                       | | | |
| 60 meter inde                             | Martin Krabbe AK Holstebro 6,79                                                                              | Frederik Thomsen Ballerup AK 6,91                                                                    | Jesper Simonsen Sparta Atletik 7,00                                                                |
| 200 meter inde                            | Mike Kalisz Sparta Atletik 22,05                                                                             | Kasper Olsen Hvidovre AM 22,43                                                                       | Nicklas Hyde Sparta Atletik 22,62                                                                  |
| 400 meter inde                            | Nick Ekelund-Arenander Københavns IF 48,73                                                                   | Jacob Fabricius Riis Sparta Atletik 48,99                                                            | Thomas Cortebeeck Aarhus 1900 49,89                                                                |
| 800 meter inde                            | Andreas Bube Bagsværd AC 1,53,88                                                                             | Nick Jensen Sparta Atletik 1,54,20                                                                   | Michael Schmidt Københavns IF 1,54,61                                                              |
| 1500 meter inde                           | Jakob Hoffmann Aarhus 1900 3,57,06                                                                           | Jeppe Harboe Sparta Atletik 3,59,98                                                                  | David Møller Aalborg AM 4,08,64                                                                    |
| 3000 meter inde                           | Stephan Alex Jensen Hvidovre AM 8,30,47                                                                      | Abdi Ulad Hakin Korsør AM 8,33,21                                                                    | Jeppe Harboe Sparta Atletik 8,37,24                                                                |
| 60 meter hæk                              | Andreas Martinsen AK Holstebro 8,02                                                                          | Christian Nielsen Skive AM 8,27                                                                      | Gert Skals Aarhus 1900 8,75                                                                        |
| Højdespring inde                          | Janick Klausen Aarhus 1900 2,20                                                                              | Frederik Thomsen Ballerup AK 2,03                                                                    | Morten Bonde Aalborg AM 2,03                                                                       |
| Stangspring inde                          | Martin Stensvig Sparta Atletik 5,10                                                                          | Mikkel Nielsen Sparta Atletik 4,85                                                                   | Andreas Rønning Ballerup AK 4,65                                                                   |
| Længdespring inde                         | Morten Jensen Sparta Atletik 7,75                                                                            | Andreas Trajkovski Københavns IF 7,25                                                                | Andreas K. Christensen Århus 1900 6,77                                                             |
| Trespring inde                            | Anders Møller Sparta Atletik 16,69                                                                           | Peder Pawel Nielsen Aarhus 1900 16,22                                                                | Mads Brink Hansen Hvidovre AM 14,28                                                                |
| Kuglestød inde                            | Kim Juhl Christensen Sparta Atletik 19.43                                                                    | Nick Petersen Sparta Atletik 18.79                                                                   | Thomas Hoffmann Hvidovre AM 16.86                                                                  |
| Syvkamp inde                              | Gert Skals Aarhus 1900 5126 point (Serie:7,28-6,66-13,74-1,91/8,73-4.40-3,03,0)                              | Martin Grønne Korsør AM 4653 point (Serie:7,58-6,58-11,18-1,76/8,80-3,90-2,54,5)                     | Mathias Andersen Aarhus 1900 4578 point (Serie:7,28-6,15-12,99-1,76/8,81-3,30-2,56,9)              |
| 4 x 200 meter inde                        | Københavns IF (Christian Trajkovski, Brian O. Jørgensen, Andreas Trajkovski, Nick Ekelund-Arenander) 1,29,85 | Sparta Atletik (Jacob Fabricius Riis, Emil Kaare Strøm, Jesper Simonsen, Mike Kalisz) 1,30,22        | Skive AM (Christian Nielsen, Morten Dalgaard Madsen, Nicolaj Nørgård Jensen, Rene Kaastrup 1,32,77 |
| 5000 meter gang inde                      | Andreas W. Nielsen GK Frem 2000 21,22,3                                                                      | Jacob Sørensen Sdr. Omme IF 23,52,6                                                                  | Thomas Christensen Phønix/VI 39 25,44,4                                                            |

## Kvinder
| Disciplin                                 | Guld | Sølv                                                                                            | Bronze                                                                                             |
| ----------------------------------------- | --- | ----------------------------------------------------------------------------------------------- | -------------------------------------------------------------------------------------------------- |
| 100 meter                                 | Erica Jarder Sparta Atletik 11,75                                                                           | Anna Olsson Sparta Atletik 12,13                                                                | Annelouise Villum Jensen Aarhus 1900 12,32                                                         |
| 200 meter                                 | Anna Olsson Sparta Atletik 24,83                                                                            | Annelouise Villum Jensen Aarhus 1900 25,87                                                      | Mathilde Uldall Kramer Aabenraa IG 26,01                                                           |
| 400 meter                                 | Sara Brahmer-Svendsen Sparta Atletik 59,66                                                                  | Nanna Boholm Aalborg AM 60,13                                                                   | Anna Thestrup Andersen Aarhus 1900 60,75                                                           |
| 800 meter                                 | Rikke Rønholt Sparta Atletik 2,11,49                                                                        | Dagmar Fæster Olsen Allerød AM 2,12,36                                                          | Josefine Rytter Bagsværd AC 2,16,10                                                                |
| 1500 meter                                | Marie-Louise Brasen Sparta Atletik 4,43,09                                                                  | Marie Mørch Allerød AM 4,44,69                                                                  | Marie Munk Aarhus 1900 4,46,73                                                                     |
| 5000 meter                                | Sara Sig Møller Sparta Atletik 16,49,97                                                                     | Simone Glad Odense Atletik/OGF 17,03,12                                                         | Lea Reime Blovstrød Løverne 17,51,67                                                               |
| 10000 meter                               | Sara Sig Møller Sparta Atletik 34,31,14                                                                     | Kirsten Pettersson Esbjerg Triathlon 35,58,90                                                   | Anne Sofie Pade Hansen Sparta Atletik 36,01,41                                                     |
| 100 meter hæk                             | Anne Møller Aabenraa IG 14.38W                                                                              | Tine Bach Ejlersen Aarhus 1900 14.57W                                                           | Mathilde Heltbech Helsingør IF 14.59W                                                              |
| 400 meter hæk                             | Sara Slott Petersen Aarhus 1900 59,72                                                                       | Nanna Boholm Aalborg AM 65,20                                                                   | Helene Wellm Sparta Atletik 67,09                                                                  |
| 3000 meter forhindring                    | Simone Glad Odense Atletik/OGF 10,51,24                                                                     | Laura Lambæk Knudsen Aalborg Øst RRC 11,29,98                                                   | -                                                                                                  |
| Højdespring                               | Sandra B. Christensen Amager AC 1,70                                                                        | Mathilde Diekema Jensen Aarhus 1900 AM 1,67                                                     | Janne Nielsen Aarhus 1900 AM 1,58                                                                  |
| Længdespring                              | Erica Jarder Sparta Atletik 6,43W/6,42                                                                      | Tine Bach Ejlersen Aarhus 1900 5,95                                                             | Jessie Ipsen Københavns IF 5,65                                                                    |
| Stangspring                               | Cathrine Larsåsen Sparta Atletik 4,40                                                                       | Caroline Bonde Holm Sparta Atletik 4,25                                                         | Iben Høgh-Pedersen Randers Atletik Freja 4,20                                                      |
| Trespring                                 | Jessie Ipsen Københavns IF 12,87w                                                                           | Katrine Holten Kristensen Københavns IF 12,39w                                                  | Laetitia Bruun Sparta Atletik 12,23                                                                |
| Kuglestød                                 | Trine Mulbjerg Aarhus 1900 AM 15,28                                                                         | Maria Sløk Hansen Hvidovre AM 13,74                                                             | Meiken Greve Sparta Atletik 13,01                                                                  |
| Diskoskast                                | Maria Sløk Hansen Hvidovre AM 47,92                                                                         | Kathrine Bebe Sparta Atletik 42,99                                                              | Trine Mulbjerg Aarhus 1900 19,92                                                                   |
| Spydkast                                  | Maria Lykke Jensen Hvidovre AM 43,94                                                                        | Jane Lindved Aarhus 1900 42,17                                                                  | Marie Vestergaard Skive AM 39,75                                                                   |
| Hammerkast                                | Meiken Greve Sparta Atletik 54.45                                                                           | Julie Holse Sparta Atletik 46.62                                                                | Maria Sløk Hansen Hvidovre AM 45.33                                                                |
| Vægtkast                                  | Meiken Greve Sparta AM 17,30                                                                                | Heidi Toft Hvidovre AM 13,20                                                                    | Louise Odgaard Helsingør IF 13,00                                                                  |
| Kastefemkamp                              | |                                                                                                 | |
| Syvkamp                                   | Tine Bach Ejlersen Aarhus 1900 5213p (Serie:14,44-1,69-10,25-25,90/5,62-37,17-2,25,22)                      | –                                                                                               | –                                                                                                  |
| 4 x 100 meter                             | Aarhus 1900 (Anna Thestrup Andersen, Henriette Pedersen, Annelouise V. Jensen, Sara Slott Petersen) 47,94   | Sparta Atletik (Anne Sofie Vermund, Anna Olsson, Laetitia Bruun, Sara Brahmer-Svendsen) 48,33   | –                                                                                                  |
| 1000 meter stafet (100-200-300-400 meter) | Aarhus 1900 (Henriette Pedersen, Anna Thestrup Andersen, Annelouise V. Jensen, Sara Slott Petersen) 2,16,59 | Sparta Atletik (Anne Sofie Vermund, Laetitia Bruun, Anna Olsson, Sara Brahmer-Svendsen) 2,19,36 | –                                                                                                  |
| 4 x 400 meter                             | Sparta Atletik (Helene Wellm, Caroline Groth Tauson, Sara Brahmer-Svendsen, Anna Olsson) 4,10,30            | Skive AM (Laura Nijhuis, Rikke Madsen, Nanna Bagger, Karolina Nilsson 4,28,39                   | –                                                                                                  |
| 4 x 800 meter                             | Skive AM (Nanna Bagger, Laura Nijhuis, Karolina Nilsson, Rikke Madsen) 9,47,93                              | Sparta Atletik (Anna B. Mikkelsen, Leah Donde, Carolina Tauson, Helene Wellm) 9,48,45           | -                                                                                                  |
| 10km landevej                             | Simone Glad Odense Atletik 35,55                                                                            | Louise Laursen AGF 36,19                                                                        | Luise Sønder Skive AM 36,32                                                                        |
| 10km landevej Hold                        | AGF Louise Laursen, Susanne Svendsen, Trine Sandgaard 1,52,14                                               | Sparta Atletik Malene Munkholm, Christina Hedegård Bruhn, Mette Willer Oldenborg 1,52,53        | Blovstrød Løverne Dorte Dahl, Tine Broksø, Camilla Rath Nielsen 1,56,11                            |
| Kort cross                                | Maja Alm AGF 14,24                                                                                          | Sara Sig Møller Sparta Atletik 14,39                                                            | Louise Laursen AGF                                                                                 |
| Kort cross -hold                          | AGF Maja Alm, Louise Laursen, Maje Egelund 45,16                                                            | Sparta Atletik Sara Sig Møller, Malene Munkholm, Anne-Sofie Pade Hansen                         | Hvidovre AM Desirée Culmsee, Sabine Hvam Pedersen, Nina Wassmann Larsen 47,46                      |
| Lang cross                                | Maria Sig Møller AGF 29,56                                                                                  | Maja Alm AGF 30:27                                                                              | Elizabeth May Sparta Atletik 30,44                                                                 |
| Lang cross -hold                          | AGF Maria Sig Møller, Maja Alm, Louise Laursen 1,32,06                                                      | Sparta Atletik Elizabeth May, Malene Munkholm, Anne-Sofie Pade Hansen 1,36,04                   | Bagsværd Atletik Club Mette Møhncke, Josefine Rytter, Amanda Grønning 1,40,45                      |
| Halvmaraton                               | Maria Sig Møller AGF 1,16,13                                                                                | Anne-Sofie Pade Hansen Sparta Atletik 1,20,00                                                   | Louise Langelund Batting Aarhus 1900 1,21,45                                                       |
| Maraton                                   | |                                                                                                 | |
| Maraton -hold                             | |                                                                                                 | |
| 100 km                                    | Annedorthe Mahato Dansk Ultraløber Klub 9,55,16                                                             | Tina Andersen AMOK 10,25,59                                                                     | Louise Kaczor 10,48,07                                                                             |
| 24 timer                                  | Anne-Dorthe Mahato Dulk/Team Laulund 207,648 km                                                             | Anne-Marie Rossen AAM 205,194 km                                                                | Mette Pilgaard Amok Aalborg 94,944 km                                                              |
| 3000 meter gang (bane)                    | |                                                                                                 | |
| 5000 meter gang (bane)                    | |                                                                                                 | -                                                                                                  |
| Danmarksturneringen                       | |                                                                                                 | |
| 60 meter inde                             | Anna Olsson Sparta Atletik 7,67                                                                             | Rugiatu Kallon Københavns IF 7,71                                                               | Mathilde Uldall Kramer Aabenraa IG 7,86                                                            |
| 200 meter inde                            | Anna Olsson Sparta Atletik 25,03                                                                            | Rugiatu Kallon Københavns IF 25,91                                                              | Katrine Mikkelsen Aalborg AM 26,18                                                                 |
| 400 meter inde                            | Katrine Mikkelsen Aalborg AM 58,68                                                                          | Emma Steenberg Silkeborg AK 77 60,84                                                            | Sara Brahmer-Svendsen Sparta Atletik 61,43                                                         |
| 800 meter inde                            | Dagmar Fæster Olsen Allerød AM 2,13,28                                                                      | Josefine Rytter Bagsværd AC 2,16,23                                                             | Alexandra Johansen Køge Atletik 2,18,83                                                            |
| 1500 meter inde                           | Marie-Louise Brasen Sparta Atletik 4,45,32                                                                  | Simone Glad Odense Atletik 4,49,12                                                              | Katrine Reinholdt Amager Atletik Club 4,50,16                                                      |
| 3000 meter inde                           | Marie-Louise Brasen Sparta Atletik 9,55,40                                                                  | Simone Glad Odense Atletik 10,02,78                                                             | Nathalie Lassen Aabenraa IG 10,30,08                                                               |
| 60 meter hæk                              | Anne Møller Aabenraa IG 8,75                                                                                | Louise Biede Silkeborg AK 77 8,81                                                               | Anne Sofie Vermund Sparta Atletik 9,37                                                             |
| Højdespring inde                          | Line Skriver Randers Atletikklub Freja 1,70                                                                 | Mathilde Diekema Jensen Aarhus 1900 1,67                                                        | Sofie Albrechtsen Esbjerg AM 1,64                                                                  |
| Stangspring inde                          | Cathrine Larsåsen Sparta Atletik 4,35                                                                       | Caroline Bonde Holm Sparta Atletik 4,25                                                         | Iben Høgh-Pedersen Randers Atletikklub Freja 4,05                                                  |
| Længdespring inde                         | Jessie Ipsen Københavns IF 6,18                                                                             | Martha Traore Sparta Atletik 5,43                                                               | Sophie Roessler Odense Atletik 5,10                                                                |
| Trespring inde                            | Katrine Holten Kristensen Københavns IF 12,24                                                               | Mathilde Diekema Jensen Aarhus 1900 11,97                                                       | Laetitia Bruun Sparta Atletik 11,77                                                                |
| Kuglestød inde                            | Trine Mulbjerg Aarhus 1900 15.09 DR                                                                         | Meiken Greve Sparta Atletik 13.78                                                               | Nina Otto Sparta Atletik 12.86                                                                     |
| Femkamp inde                              | Tine Bach Ejlersen Aarhus 1900 3735p (Serie: 14,43-1,69-11,06-5,47-2,33,05)                                 | –                                                                                               | –                                                                                                  |
| 4 x 200 meter inde                        | Københavns IF (Maria Severin, Rugiatu Kallon, Jessie Ipsen, Katrine Holten Kristensen) 1,44,45              | Sparta Atletik (Sara Brahmer-Svendsen, Anne Sofie Vermund, Martha Traoré, Anna Olsson) 1,46,28  | Aalborg AM (Katrine Mikkelsen, Nathalie Kold-Hansen, Caroline Martinussen, Karina Nielsen) 1,48,60 |